# Caligo privata
Caligo privata är en fjärilsart som beskrevs av Hans Fruhstorfer 1912. Caligo privata ingår i släktet Caligo och familjen praktfjärilar. Inga underarter finns listade i Catalogue of Life.